# Photedes ochracea
Photedes ochracea är en fjärilsart som beskrevs av Tutt 1891. Photedes ochracea ingår i släktet Photedes och familjen nattflyn. Inga underarter finns listade i Catalogue of Life.